# Maria Maddalena (Savoldo)

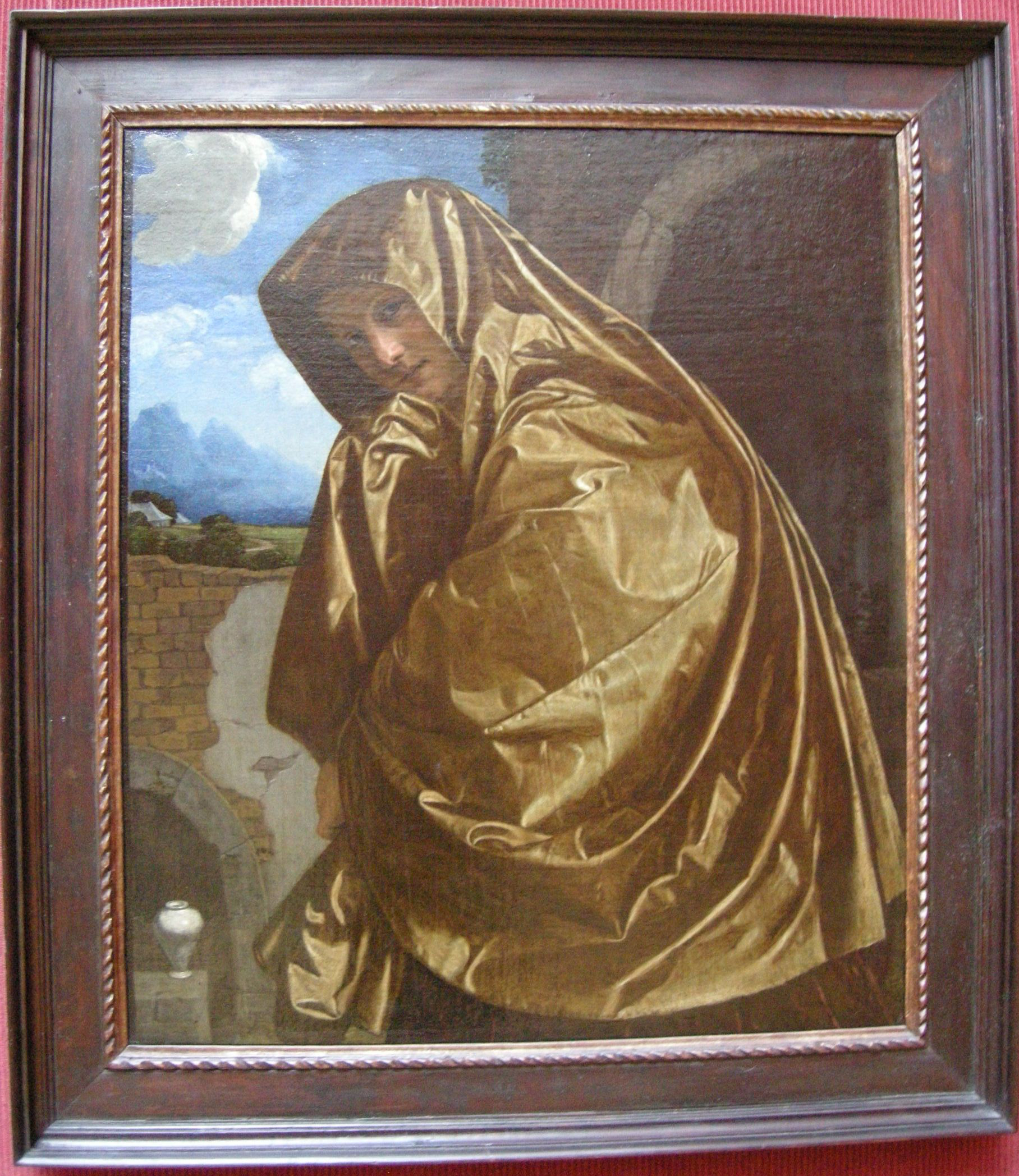
La versione del Getty Museum

Maria Maddalena è un dipinto a olio su tela (89,1x82,4 cm) di Giovanni Gerolamo Savoldo, databile al 1535-1540 circa e conservato nella National Gallery di Londra.

## Storia
L'opera è in genere considerata la prima versione di una serie di almeno quattro dipinti dell'artista. Il soggetto dovette infatti riscuotere un notevole interesse nella committenza privata veneziana, venendo replicato più volte. Tra le migliori copie con varianti ci sono quella della Collezione Contini Bonacossi agli Uffizi di Firenze (col manto dorato, con uno sperone roccioso sullo sfondo all'imbrunire), quella nello Speed Art Museum di Louisville (Kentucky), quella del Getty Museum di Los Angeles (col manto dorato).
La versione della National Gallery venne acquistata nel 1978. Quella di Firenze invece proviene dalla collezione Giovannelli di Venezia e fu acquistata da Alessandro Contini Bonacossi nel 1935. Quella del Getty era precedentemente al castello di Warwick in Gran Bretagna.

## Descrizione e stile
Vicino a un muretto, dove ha appoggiato la sua tipica ampolla con l'olio per profumare il corpo di Cristo, Maria Maddalena si tiene avvolta in un grande mantello di seta cangiante con riflessi argentei, che lascia il capo un po' in ombra e parzialmente coperto dalla mano destra, portata al mento da sotto il mantello, guardandoci con sofferta letizia non disgiunta dai segni della già posseduta malizia. L'episodio biblico (Giovanni, 20-1-2) è quello della domenica mattina dopo la Crocifissione, quando ella si recò alla tomba di Gesù trovandola vuota. La posa così castigata è contrapposta quindi alla sua vita passata, lo sguardo alla percezione, dopo la sorpresa di trovare il sepolcro vuoto, della presenza soprannaturale di Cristo: essa dopotutto fu la prima a vederlo risorto.
Lo sfondo potrebbe rappresentare la Laguna di Venezia, solcata da alcuni barconi.